# Ischaemum jayachandranii
Ischaemum jayachandranii är en gräsart som beskrevs av R.Ansari, V.S.Ramach. och Puthenpurayil Viswanathan Sreekumar. Ischaemum jayachandranii ingår i släktet Ischaemum och familjen gräs. IUCN kategoriserar arten globalt som akut hotad. Inga underarter finns listade i Catalogue of Life.